# Timiussa
Timiussa è un'antica città portuale nella Licia centrale nell'attuale Turchia, in prossimità dell'antico insediamento di Tyberissos. Questa combinazione di porto e città all'interno è al centro di un progetto di ricerca di Monaco.